# Броненосные крейсера типа «Цзинъюань»
Крейсера типа «Цзинъюань»  — серия из двух броненосных крейсеров 3-го ранга. Строились в Германии на штеттинских верфях фирмы «Вулкан», для военно-морских сил Китая. Приняли активное участие в первой японо-китайской войне

## Представители
«Цзинъюань» («King Yuen»). Заложен 1 января 1885. Спущен на воду 3 января 1887 г. Введен в строй 1 января 1888 г.
 «Лайюань»  («Lai Yuen»). Заложен 1 января 1885 г. Спущен на воду 25 марта 1887 г. Введен в строй 1 января 1888 г.

## Описание конструкции и оценка проекта
Корабли строились на немецких верфях по специально разработанному для Китая проекту. «Цзинъюань» и «Лайюань» именовались на китайском флоте крейсерами, но в Германии, подобно построенному ранее «Цзиюаню», рассматривались как большие броненосные канонерские лодки (увеличенный в три раза по тоннажу вариант канонерок типа «Веспе» или «Брумер»). Собственно, по тоннажу и скорости хода «Цзинъюань» вполне мог быть отнесен к крейсерам 3-го класса. По водоизмещению он превосходил японский броненосный крейсер «Чиода» («Тиёда»), а его скорость была равна скорости японских крейсеров типа «Мацусима». Однако по артиллерийскому вооружению «Цзинъюань» действительно соответствовал кораблю береговой обороны с барбетной баковой крупнокалиберной артустановкой (например таранному монитору), хотя и с относительно высоким бортом.
Главный калибр «Цзинъюаня» составляли два 8,2-дюймовых (210-мм) 13-тонных казнозарядных орудия фирмы Крупп образца 1880 года, которые находились спарено в носовом барбете и полностью закрывались сверху броневыми щитами, образующими башню прямоугольной формы. Орудия ГК имели ограниченный боезапас — по 50 снарядов на ствол. Средний калибр «Цзинъюаня» ограничивался двумя 5,9-дюймовыми (150-мм) крупповскими орудиями на спонсонах по каждому борту. Вспомогательное артиллерийское вооружение — два 47-миллиметровых и пять 37-миллиметровых скорострельных орудий. Также имелось четыре торпедных аппарата Шварцкопфа.
Корпус стальной, разделенный продольными и поперечными перегородками на 66 водонепроницаемых отсеков. Коффердамы заполнены пробкой. Двойное дно имелось только в средней части. Нос был снабжен выступающим тараном. Палуба без полубака и надстроек; один носовой мостик. Две низкие трубы, одна мачта с боевым марсом. Две машины тройного расширения суммарной мощностью в 5700 л. с. обеспечивали максимальный ход в 16,5 узлов. Запас угля — 325 тонн. Броневая защита (двухслойная броня компаунд) состояла из узкого бронепояса по ватерлинии с толщиной от 9,5 до 5,5 дюйма, не доходящего до оконечностей, и броневой палубы толщиной в 2,5 дюйма (на оконечностях — 3 дюйма). Барбет орудийной башни имел броневую защиту в 8 дюймов, боевая рубка — в 6-дюймов.
Будучи вторыми по водоизмещению после броненосцев кораблями китайского флота, «Цзинъюань» и «Лайюань» серьёзно уступали в артиллерии главного калибра заказанным одновременно с ними в Англии бронепалубным крейсерам серии «Чжиюань», (два 8-дюймовых орудия против трех) и лишь немного превосходили в среднем калибре построенный несколькими годами ранее в Германии крейсер «Цзиюань» (два 6-дюймовых орудия вместо одного), правда, будучи значительно сильнее его в носовом огне, благодаря выносу среднекалиберных орудий на спонсоны. При этом «Цзинъюань» существенно отставал в скорости от «Чжиюаня» (18 узлов) и был лишь немного быстроходнее «Цзиюаня» (15 узлов). Гораздо серьёзнее «Цзинъюань» уступал своим основным противникам в будущей войне — японским «летучим» бронепалубным крейсерам английских проектов, которые превосходили китайский броненосный крейсер немецкой постройки и в тоннаже, и в быстроходности, и в вооружении — прежде всего, в многочисленной артиллерии средних калибров.
Наличие у «Цзинъюаня» узкого броневого пояса, верхняя кромка которого едва возвышалась над ватерлинией, не давало ему серьёзного преимущества в бою. Роскошная палуба из тикового дерева 2-дюймовой толщины, покрытая лаком, делала «Цзинъюань» крайне пожароопасным. Самым же фатальным конструктивным недостатком крейсеров данной серии, выявившимся уже во время войны, была неустойчивость, склонность к опрокидыванию.

## Служба

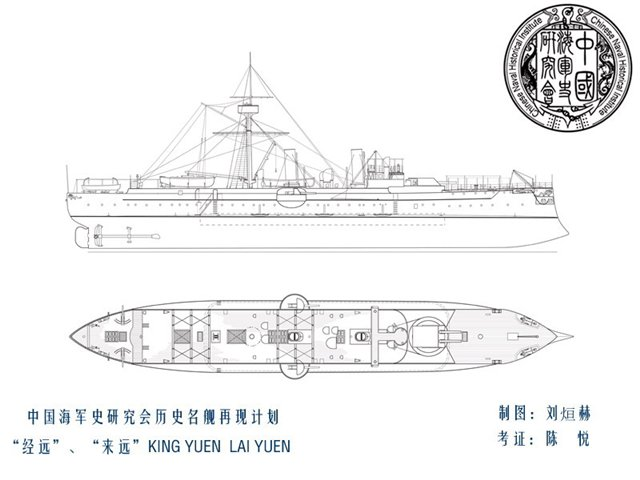
Схема крейсера типа «Цзинъюань»

После прихода в 1888 г. в Китай «Цзинъюань» и «Лайюань» были включены в северную Бэйянскую эскадру под командованием адмирала Дин Жучана. Летом 1889 г. броненосные крейсера вместе с учебными судами «Вэйюань» и «Канцзи» посетили с визитом Владивосток. В начале 1894 г. «Цзинъюань» и «Лайюань» сопровождали броненосцы «Динъюань» и «Чжэньюань» с визитом в Сингапур, но были срочно отозваны обратно в Вэйхайвэй в связи с угрозой войны с Японией.
Оба броненосных крейсера принимали участие в главном морском сражении японо-китайской войны — битве близ устья р. Ялу 17 сентября 1894 г. В начале сражения, во время атаки главных сил адмирала Дин Жучана арьергарда японской эскадры, «Лайюань» стал преследовать пытавшуюся выйти из боя канонерку «Акаги»(620 тонн водоизмещения, четыре 120-миллиметровых орудия). Настигая тихоходную «Акаги», «Лайюань» обстреливал её из 8-дюймовок с дистанции от 800 до 300 метров; японцы энергично отвечали из своих скорострельных орудий. Огневая дуэль броненосного крейсера с четырёхкратно уступавшей ему в тоннаже японской канонеркой закончилась вничью. С одной стороны, на «Акаги» были сбита мачта и одно из орудий, поврежден паропровод, судно получило 8 пробоин в корпусе, дважды китайские снаряды попадали в мостик, погибли командир канонерки и ещё 10 человек из команды. Однако и «Лайюань» серьёзно пострадал от японских разрывных снарядов; на крейсере вспыхнул сильный пожар, и он был вынужден сбавить ход и прекратить преследование. Фактически оба корабля вывели друг друга из строя.
Во второй фазе сражения отдалившиеся от своих броненосцев китайские крейсера сражались с японским «Летучим отрядом» контр-адмирала Цубоя из быстроходных бронепалубных крейсеров: «Иосино», однотипными «Такатихо» и «Нанива», а также «Акицусима». После потопления пытавшегося устроить таранную атаку «Чжиюаня» японцы избрали своими главными целями наиболее крупных у китайцев «Лайюань» и «Цзинъюань». Первый из них так и не смог потушить начавшийся на нём пожар, он продолжал пылать в течение полутора часов. На «Lai-Yuen» пожар принял такие размеры, что броневая палуба раскалилась, и судно от гибели спас старший офицер, затопив крюйт-камеры и обгорев сам при тушении.. Крейсер выгорел до ватерлинии практически полностью, так что бимсы деформировались и вдавились в борта. Корабль не мог продолжать вести бой, но сохранил ход и управление. Таким образом, крейсер при всех своих недостатках всё же продемонстрировал высокую живучесть. В ходе боя по китайским данным «Лайюань» получил более 200 попаданий, однако ни одно из них не оказалось фатальным. На корабле было 10 убитых (по другим данным, 17) и 20 раненых, многие получили серьёзные ожоги.

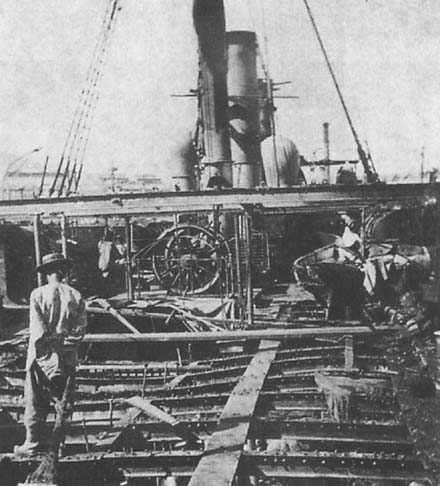
Сгоревшая палуба «Лайюаня» после битвы у Ялу

Видимо, считая объятый пламенем «Лайюань» обреченным, головные японские крейсера «Иосино» и «Такатихо» с 15.50 сосредоточили свой огонь на «Цзинъюане». Они вели обстрел с дистанции 2-3 км. В течение часа получавший всё новые повреждения, иногда полностью исчезавший из вида от разрывов фугасных снарядов «Цзинъюань» выдерживал этот обстрел. В какой-то момент он начал сближаться с «Иосино», возможно, пытаясь таранить вражеский флагман, но попал под последовательный обстрел со всех проходивших мимо японских кораблей. В 16:48 китайский корабль накренился на левый борт и запылал. Показалась подводная часть; руль был бесполезен; корабль рыскал из стороны в сторону в дыму, среди грохота сражения. Целый град снарядов поразил его; корма погрузилась, и со страшным взрывом он пошел ко дну… Было видно густое облако дыма, и взрыв произошел как раз перед моментом исчезновения корабля, который, подобно «Виктории», опрокинулся вверх дном. Из 270 человек его экипажа спаслось всего семеро. 
В 17.30 японцы, у которых подошли к концу снаряды, прекратили сражение и ушли в море. Китайская эскадра вновь собралась вместе и двинулась на базу в Люйшунь, полусгоревший «Лайюань» шел на ремонтную базу своим ходом.
По некоторым данным, ремонт на «Лайюань» так и не был полностью закончен, когда наступление японцев заставило Бэйянский флот перейти из Люйшуня в Вэйхайвэй. Во время битвы за Вэйхайвэй в ночь на 5 февраля 1895 г. стоявший в вэйхайвэйской бухте «Лайюань» был атакован двумя японскими миноносцами: За 1,5 кабельтова китайцы заметили миноносцы и открыли огонь. Первым подошел к броненосному крейсеру Lai-Yen миноносец № 23 и выпустил в него две мины, причём одна попала в крейсер и взорвалась. Продольные переборки на Lai-Yen были задраены и через 10 минут он перевернулся, причём погибло около 170 человек. После миноносца № 23, выпустил две мины Ko-Taka, причём командир последнего миноносца предполагает, что одна, из мин попала в тот же Lai-Yen, а другая — зарылась в грунт, взорвалась и потопила небольшой транспорт, стоявший за крейсером Lai-Yen,